# Nový Zéland na Letních olympijských hrách 1988
Nový Zéland se účastnil Letní olympiády 1988 v jihokorejském Soulu. Zastupovalo ho 83 sportovců (67 mužů a 16 žen) v 16 sportech.

## Medailisté
| Medaile | Jméno                                                        | Sport      | Soutěž                                   |
| ------- | ------------------------------------------------------------ | ---------- | ---------------------------------------- |
| Zlato   | Bruce Kendall                                                | Jachting   | muži třída Lechner                       |
| Zlato   | Ian Ferguson Paul MacDonald                                  | Kanoistika | muži kajak K-2 500 m                     |
| Zlato   | Mark Todd                                                    | Jezdectví  | muži jezdecká všestrannost - jednotlivci |
| Stříbro | Ian Ferguson Paul MacDonald                                  | Kanoistika | muži kajak K-2 1000 m                    |
| Stříbro | Rex Sellers Chris Timms                                      | Jachting   | muži třída Tornado                       |
| Bronz   | Paul MacDonald                                               | Kanoistika | muži kajak K-1 500 metrů                 |
| Bronz   | Andrew Bennie Margaret Knighton Tinks Pottinger Mark Todd    | Jezdectví  | muži jezdecká všestrannost - družstva    |
| Bronz   | Eric Verdonk                                                 | Veslování  | muži skif                                |
| Bronz   | Andrew Bird Greg Johnston George Keys Chris White Ina Wright | Veslování  | muži čtyřka s kormidelníkem              |
| Bronz   | Lynley Hannen Nicola Payne                                   | Veslování  | ženy dvojka bez kormidelníka             |
| Bronz   | Paul Kingsman                                                | Plavání    | muži 200 m znak                          |
| Bronz   | Anthony Mosse                                                | Plavání    | muži 200 m motýlek                       |
| Bronz   | John Cutler                                                  | Jachting   | muži třída Finn                          |